# Megachile mucida
Megachile mucida là một loài Hymenoptera trong họ Megachilidae. Loài này được Cresson mô tả khoa học năm 1878.

## Hình ảnh

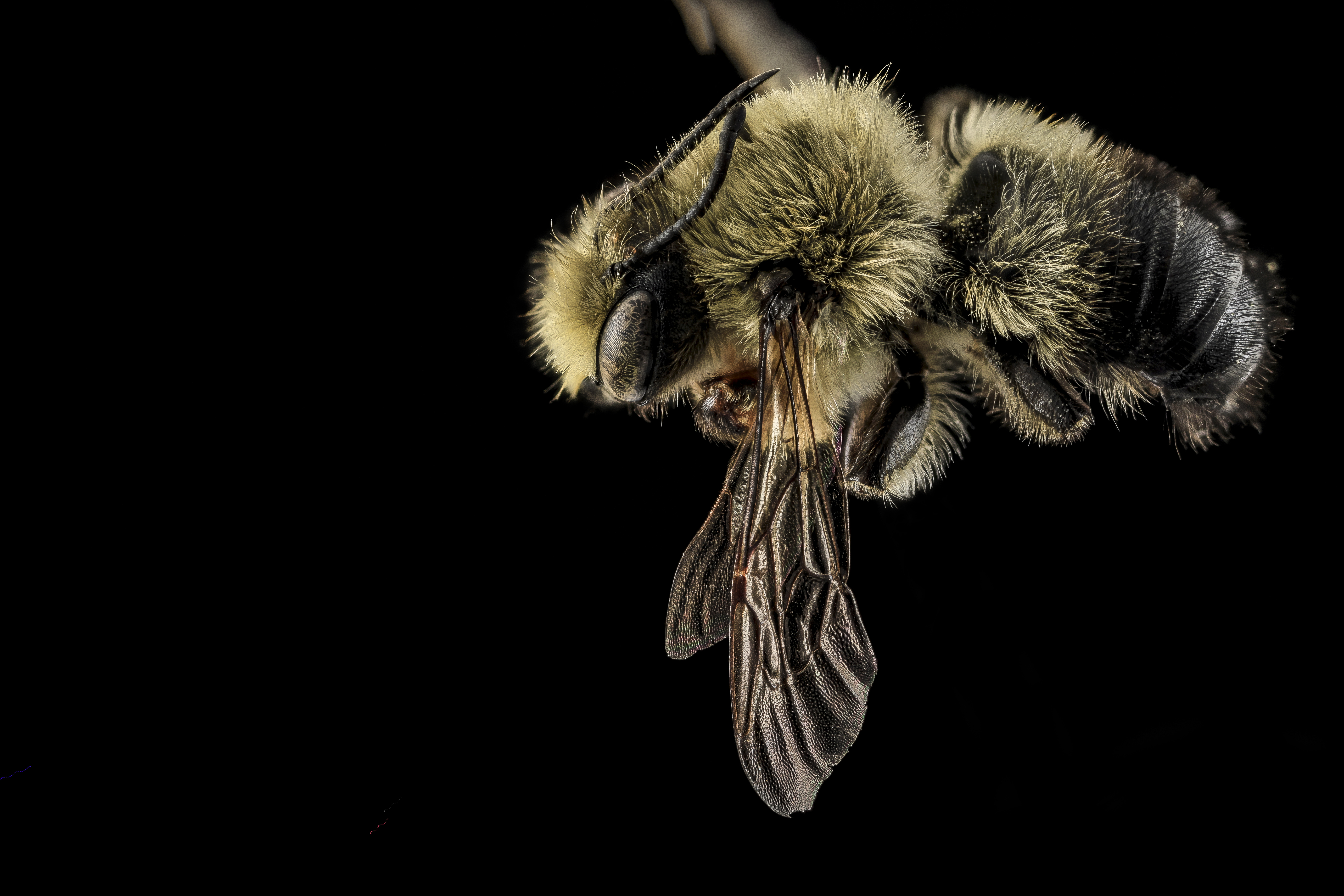